# Fossaccia Scannabecco

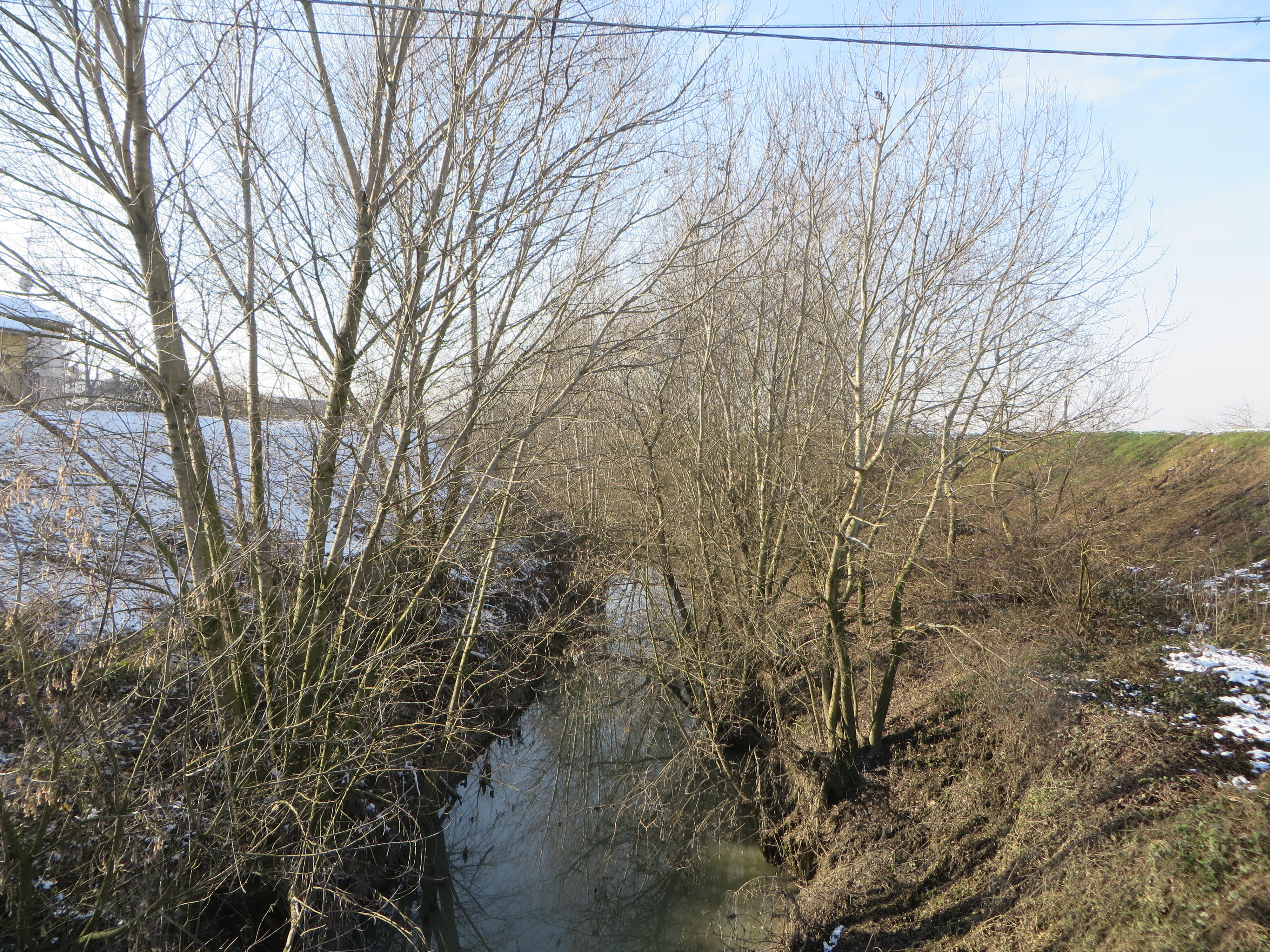
La Fossaccia a Pizzo di S.Secondo, poco prima della confluenza in Taro

La Fossaccia Scannabecco è un torrente della provincia di Parma affluente di sinistra del fiume Taro.

## Corso del torrente
La Fossaccia Scannabecco nasce con il nome di rio Grande dall'unione di tre rii all'altezza della località Fontanone nel comune di Noceto. Dei tre rii, rio Ferrario, rio dei Cavagnoli e rio dei Telaroli, il più lungo, che può essere considerato quindi come appartenente all'asta fluviale principale, è il rio dei Telaroli che nasce ad un'altutudine di 200 m circa presso località Case Zacchi, poco a sud di Costamezzana, nel comune di Noceto. Da qui prende a scorrere in direzione nord est in un vallone boscato nel primo tratto poi vicino alla località Case Molinari, piega decisamente verso nord sino alla confluenza con gli altri due rii originando quindi il rio Grande. in questo tratto il rio Grande, dopo aver costeggiato il lago Tana, prende a scorrere in direzione nord-est ricevendo in destra il contributo del rio Vallazza presso la località Palazzo di Mariano. Da qui scorrendo ormai in pianura, prosegue sempre in direzione nord est attraversando la via Emilia nell'abitato di Sanguinaro, appena a valle dell'abitato riceve in sinistra il rio Borghetto e muta denominazione in Fossaccia Scannabecco. Intersecata la A1, la Fossaccia passa poco ad ovest dell'abitato di Fontanellato quindi ricevuto il contributo di alcune fossette minori, attraversa la località Prati di dentro ricevendo in sinistra il cavo Fossadone presso il confine comunale fra Fontanellato e San Secondo Parmense. A valle di detta confluenza, la Fossaccia Scannabecco prende a scorrere parallela e affiancata al canale San Genesio, proveniente anch'esso dalla zona di Fontanellato, che riceverà poi in località ponte del Gatto. Quindi, dopo aver intersecato la provinciale 10 per Cremona in località Portone del Pizzo, piega decisamente ad est per confluire in Taro presso Pizzo di San Secondo, poco a monte della confluenza del T. Stirone.

## Regime idrologico
La Fossaccia Scannabecco è un torrente della fascia collinare, la cui portata è influenzata in modo non trascurabile anche dalle precipitazioni che avvegono in pianura, pertanto il suo regime idrologico si caratterizza con magre pronunciate in estate e piene autunnali e primaverili. Da notare che a valle dell'Emilia la Fossaccia Scannabecco non è mai in secca neppure nei periodi estivi, questo grazie anche all'apporto di alcune risorgive che si trovano nel territorio di Fontanellato. La portata media annua è di 0.5 m3/s, con un massimo mensile di 0.9 m3/s e un minimo mensile di 0.13 m3/s. La portata di colmo di piena stimata con un tempo di ritorno di 20 anni è di 70 m3/s